# École nationale supérieure des mines de Rabat
 (février 2016).
L'École nationale supérieure des mines de Rabat (ENSMR) ou Mines Rabat, en anglais connue sous le nom de Rabat School of Mines, est l'une des plus prestigieuses grandes écoles marocaines d'ingénieurs. L'ancien nom de l'école est : École nationale de l'industrie minérale (ENIM). Elle est membre de la Conférence des grandes écoles françaises (CGE) depuis 2008.
Mines Rabat est soumise à la tutelle de l’autorité gouvernementale chargée de l’Énergie et des Mines.
Mines Rabat assure la formation d’ingénieurs d’État de haut niveau destinés à servir dans tous les domaines, dans l’industrie, les administrations et les établissements publics, les sociétés d’économie mixte et le secteur privé.
La durée des études est de trois ans et l'admission se fait principalement par le concours national commun (CNC) après avoir effectué deux ou trois ans en classes préparatoires aux grandes écoles d'ingénieurs.

## Histoire
Fondée en 1972, l'école avait pour mission principale la formation d'ingénieurs pour le secteur minier et l’industrie minérale. Ainsi entre 1975 et 1983, plus de 400 ingénieurs ont été formés dans les domaines des mines, traitement des minerais, et plus de 60 ingénieurs dans le domaine de la métallurgie. En 1983, l’ENSMR a vu la création de deux nouveaux départements : électromécanique et génie chimique énergétique. En 1990, le département informatique a vu le jour. En 1990, une réforme des études a eu lieu pour s’adapter à la suppression des cycles des années préparatoires dans les écoles d’ingénieurs et la création des centres de classes préparatoires aux grandes écoles (CPGE) à l’échelle nationale. Ainsi la formation à l’école est passée de six à trois ans, et les programmes de certaines spécialités ont été revus et adaptés : le département génie chimique énergétique a été transformé en génie des procédés industriels.

## Départements
- Département Mines

- Département Génie des procédés Industriels[2]
- Département Sciences de la Terre
- Département Informatique
- Département Électromécanique
- Département Sciences des Matériaux
- Département Génie Industriel

## Les formations

### Cursus d'ingénieur généraliste des mines
L’École des Mines de Rabat forme des étudiants avec de petites promotions (environ 900 élèves-ingénieurs sur 3 années de formation). L’admission se fait principalement par le Concours national commun, particulièrement sélectif.
Le tableau suivant résume les spécialisations offertes pour le cycle Ingénieur d'État
- Génie Civil
- Génie Environnementale
- Génie Minier
- Génie des Procédés (en collaboration avec l'École des Mines de Paris)
- Génie Energétique (en collaboration avec l'École Polytechnique de Paris)
- Génie Mécanique
- Génie Informatique
- Génie des Systèmes de Décision et Production
- Génie Industriel

Les formations sont habilitées par l'Etat Marocain mais pas encore par la commissions des titres d'ingénieurs (CTI) 

### Cursus d'ingénieur CNAM
Le Cnam en partenariat avec l’ENSMR – École Nationales Supérieure des Mines de Rabat déploient la formation d’Ingénieur Génie Mécanique, diplôme d’état Français en hybride.

### Formation doctorale
L’École nationale supérieure des mines de Rabat, a obtenu l’accréditation pour ouvrir une École Doctorale et pouvoir organiser les études doctorales. Tout titulaire d'un master recherche ou d'un diplôme de même équivalence (comme un diplôme d'ingénieur, sous réserve de pouvoir justifier d'un parcours recherche) peut postuler à cette formation d'une durée de 3 ans.

## Célèbres Lauréats/Alumnis
- Mohammed Boutaleb Ingénieur géologue et un Docteur d’État en géochimie. Il a exercé comme professeur de l’enseignement supérieur au sein de l’École Nationale de l’Industrie Minérale de Rabat (ENIM). En 2002, il devint Ministre de l’énergie et des mines[3].

- Abdelhanine Benallou, ancien professeur au sein de l’École Nationale de l’Industrie Minérale de Rabat (ENIM), ancien directeur général de l'Office national des aéroports (ONDA)

## Jumelage
Le 17 juin 1986, Mohamed Fettah préside une cérémonie de jumelage de l'Enim et de l'université catholique de Louvain.